# Ancrumia
- Commons
- Wikispecies

Ancrumia Harv.ex Baker  é um género botânico pertencente à família Alliaceae.

## Sinonímia
- Solaria Phil.

## Espécies
Apresenta uma única espécie:
- Ancrumia cuspidata Harv.ex Baker